# U-Kreuzer

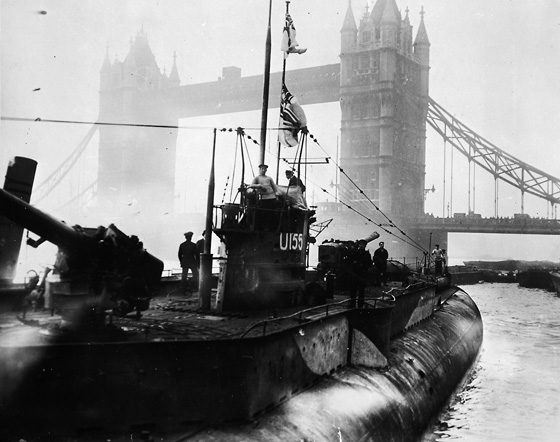
Deutscher Untersee-Kreuzer U 155 nach dem Ersten Weltkrieg auf der Themse als Ausstellungsobjekt

U-Kreuzer (auch Unterseekreuzer oder U-Boot-Kreuzer) waren im Ersten und Zweiten Weltkrieg große Unterseeboote mit einer Wasserverdrängung von über 2000 Tonnen in Überwasserlage, die eine für diese Schiffsgattung verhältnismäßig schwere Artillerie trugen. Sie sollten sowohl im Handelskrieg eingesetzt werden als auch das Gefecht mit Überwassereinheiten des Gegners führen.

## Konzeption
Diese großen Unterseeboote wurden konzipiert, um die Eigenschaften eines U-Bootes mit den Einsatzmöglichkeiten eines  größeren Kriegsschiffes zu kombinieren, beispielsweise, um zusätzlich zu den Torpedos auch eine Geschützbewaffnung mitführen zu können. Weitere Überlegungen zur Entwicklung waren die aufgrund ihrer Größe mögliche höhere Zuladung sowie erhöhte Reichweite und Geschwindigkeit oder das Mitführen von mehreren – während der Fahrt im wasserdichten Hangar zerlegt gelagerten – Wasserflugzeugen.

## Geschichte
Eine Erhöhung der Geschwindigkeit durch größere Modelle lag beispielsweise der U-Kreuzer-Entwicklung in Großbritannien während des Ersten Weltkriegs zugrunde. Die britische Marine unterschied in dieser Zeit zwischen U-Booten zum Küstenschutz („Coastal-Submarines“), solchen, die für den Einsatz auf Hoher See geeignet waren („Patrol-“ oder „Overseas-Submarines“) und U-Booten, die im Verbund mit Überwassereinheiten eingesetzt werden konnten („Fleet-Submarines“). Aus letzteren gingen die „Cruiser-Submarines“, also die U-Kreuzer hervor, die auf Konzeptionen der im Mai 1915 unter dem Eindruck der deutschen U-Booterfolge durch die britische Admiralität eingesetzten Submarine Development Committee basierten.

### Großbritannien

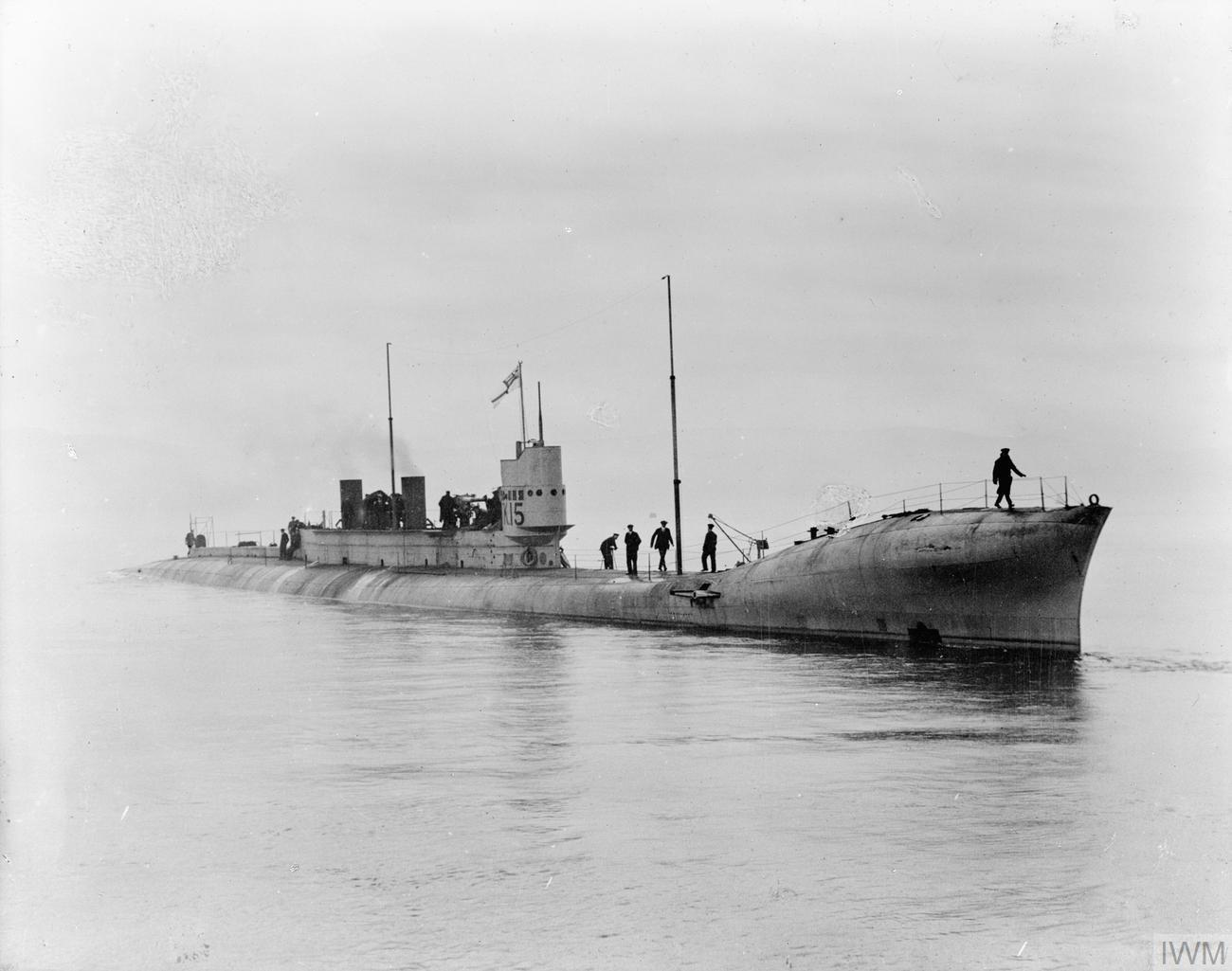
U-Boot der britischen K-Klasse

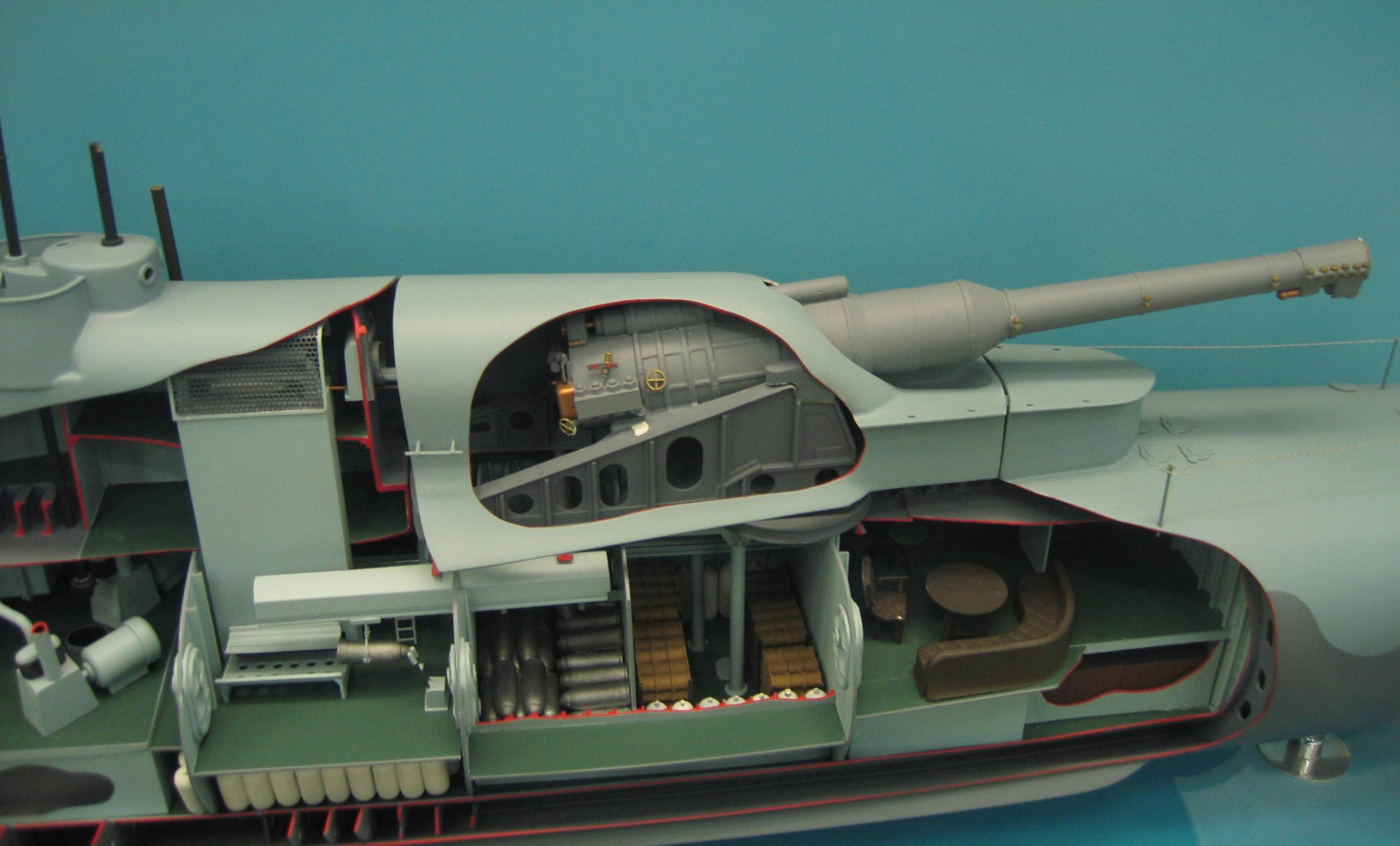
Model des 305-mm-Geschützes eines britischen U-Kreuzers der M-Klasse

Da die Royal Navy davon ausging, dass U-Boote, die im Verbund mit Kriegsschiffen fahren konnten, somit eine Überwassergeschwindigkeit von 24 Knoten (über 44 km/h) erreichen müssten – etwa doppelt so viel, wie die bis dahin üblichen U-Boottypen – wurden die Motoren leistungsfähiger und die U-Boote größer: Die Boote der neu konzipierten U-Boot-Klasse waren doppelt so groß wie die bisher üblichen Boote und über 100 m lang. Diese britischen Fleet-Submarines wurden von 1915 bis 1917 mit der Zielsetzung gebaut, dass U-Boote mit den Überwassereinheiten bei Überwassergeschwindigkeit mitzuhalten hatten – wovon man später abkam. Weitere Aspekte waren das selbständige Suchen von Gefechten mit gegnerischen Seestreitkräften in der Nordsee und die Hoffnung auf Überraschungserfolge im Rahmen dieser Gefechte. Die teilweise mit einem Dampfturbinenantrieb ausgerüsteten Boote erwiesen sich als fehleranfällig und schwerfällig, der Tauchvorgang war langsam und gefährlich. Die britische K-Klasse – von ihren Besatzungen als „Calamity-Class“, übersetzt „Unglücksklasse“, bezeichnet – kam auch im Wesentlichen nicht zum Einsatz: nur ein Boot feuerte im Laufe des Krieges  auf ein gegnerisches Schiff. Von den 18 gebauten Booten der K-Klasse sanken sechs durch Unfälle, der schwerwiegendste davon die „Schlacht bei der Insel May“. Die Aufrüstung des Modells mit einem leistungsstarken Geschütz führte zur Entwicklung der U-Kreuzer der M-Klasse. Diese U-Kreuzer waren nicht für das Gefecht mit gegnerischen Überwassereinheiten, sondern für den Angriff auf Handelsschiffe konzipiert – man sah hierbei ein Geschütz als tauglichere Alternative zu den zu dieser Zeit noch unzuverlässigen Torpedos – sowie den Angriff auf deutsche Einrichtungen an der besetzten belgischen Nordseeküste.
Nach Ende des Ersten Weltkriegs hatte Großbritannien sich zunächst dafür eingesetzt, U-Boote als Kriegswaffe zu ächten, war damit aber beim Washingtoner Flottenabkommen nicht gegen die USA und Frankreich durchgedrungen. Aufgrund der grundsätzlichen britischen strategischen Annahme, dass Großbritannien als Inselnation im Konfliktfall kein Hauptaugenmerk auf Angriffe auf gegnerische Handelsrouten, sondern auf den Schutz der eigenen Handelswege legen müsse, wurden U-Boote für die Aufklärung und als Waffe gegen feindliche Kriegsschiffe konzipiert. Damit war die Idee eines U-Kreuzers für die britische Marine nicht mehr im Fokus der Erwägungen und wurde aufgegeben.

### Deutschland

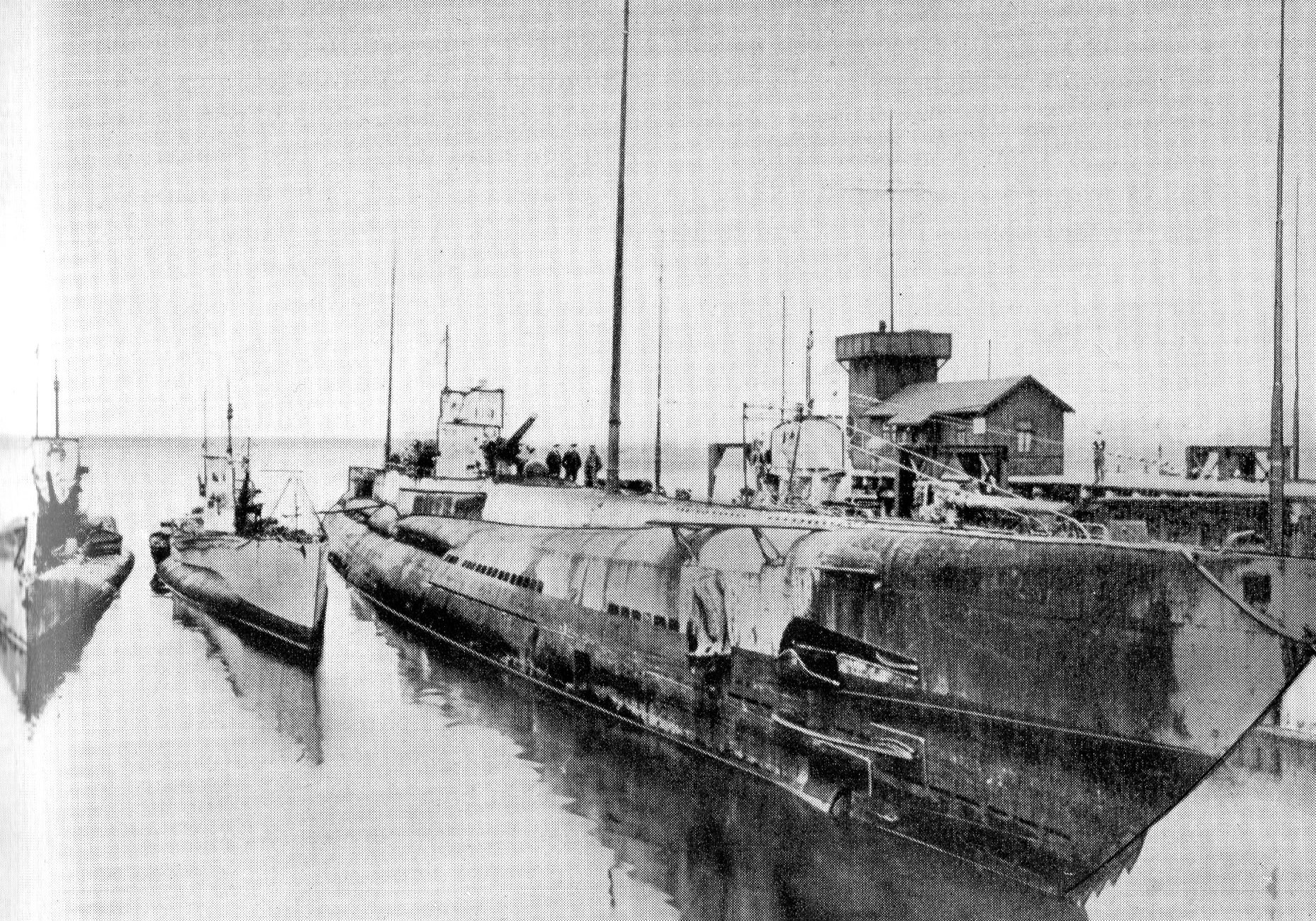
U-Kreuzer U 139 am Pier auf Helgoland, links daneben zwei Boote vom Typ UB

Zur Umgehung der britischen Seeblockade hatte die eigens hierfür gegründete zivile Deutsche Ozean Reederei GmbH ab 1915 in große Fracht-U-Boote investiert. Die Deutschland und zwei weitere sowie drei in Bau befindliche Handels-Uboote wurden zum Kriegseinsatz umgerüstet und am 18. Februar 1917 von der Marine übernommen. In der Abwägung zwischen einem Umbau zum Versorgungs-Boot, zum Minenleger oder zum Artillerie-Boot entschied man sich für Letzteres. U 151 bis U 157 wurden ab Mitte 1917 als U-Kreuzer in Dienst gestellt. Am 3. Dezember 1917 lief bei der Kieler Germaniawerft mit U 139 der erste von der Marine als solcher in Bau gegebene deutsche U-Kreuzer vom Stapel. Mit Lothar von Arnauld de la Perière wurde einer der zu dieser Zeit erfolgreichsten deutschen U-Boot-Offiziere Kommandant des Bootes. Dies spiegelte die großen Erwartungen wider, die von Seiten der Marineführung in die U-Kreuzer gesetzt wurde. Der Bau ging auf den „Kriegsauftrag N“ der Kaiserlichen Marine zurück und sah ein Zweihüllenboot von etwa 100 m Länge vor, das neben Bug- und Hecktorpedorohren zudem mit starker Artilleriebewaffnung ausgestattet sein sollte. Der Entwurf stammte von Hans Techel, dem damals renommiertesten deutschen U-Boot-Ingenieur, der über hundert U-Boot-Typen entwickelt hatte.
Die Beschränkungen des Versailler Vertrags („Der Bau und der Erwerb aller Unterseefahrzeuge, selbst zu Handelszwecken, ist in Deutschland untersagt“, Artikel 191) wurden mit dem Deutsch-britischen Flottenabkommen im Mai 1935 gelockert. Nun war der Weg für einen erneuten U-Boot-Bau frei, der sich allerdings am britischen Bestand orientieren sollte – gestattet waren 45 % der britischen Tonnage. Der Befehlshaber der U-Boote Karl Dönitz hatte zwar den kommenden Konflikt mit Großbritannien im Blick, favorisierte allerdings mittelgroße U-Boote, die im Rahmen seiner sogenannten Rudeltaktik im Verbund gegen gegnerische Handelsschiffe vorgehen sollten. Das Oberkommando der Kriegsmarine sah andere zukünftige Konfliktbereiche und legte beim Aufbau der U-Bootflotte Schwerpunkte auf den Küstenschutz und den Einsatz in Übersee. Schließlich setzte sich das OKM gegenüber Dönitz durch. Bei keiner der beiden Konzeptionen spielte das Konzept eines U-Kreuzers eine Rolle. Erst später in Folge der einseitigen Aufkündigung des Flottenvertrags im April 1939 wurde die Idee am Rande wieder aufgegriffen. Von der als U-Kreuzer konzipierten deutschen U-Boot-Klasse XI sollten bis 1944 neun Boote gebaut werden, jedoch wurde der Auftrag nach Kriegsbeginn storniert.

### Japan

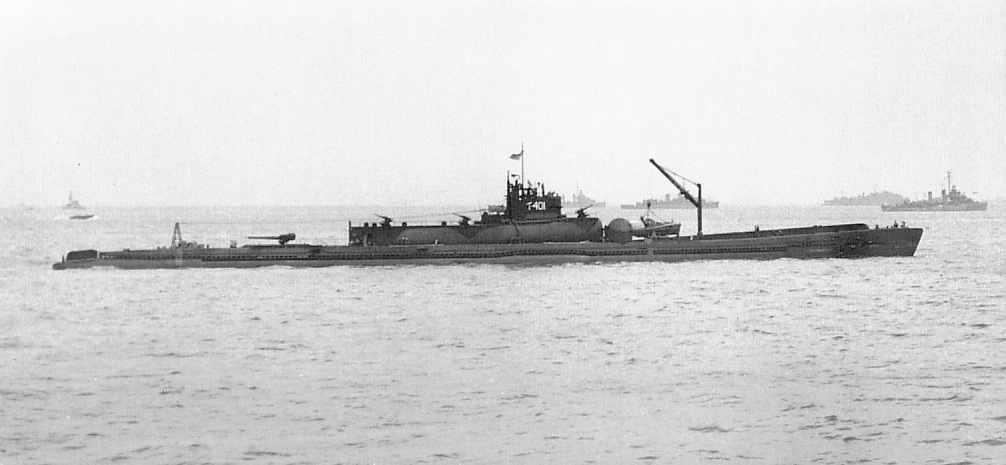
U-Kreuzer I-401 am 15. September 1945

Obwohl das Deutsche Reich durch die Bestimmungen des Versailler Vertrags insbesondere hinsichtlich der Flottenrüstung stark eingeschränkt war, entwickelte die deutsche Marine bald nach Kriegsende und noch vor Re-Organisation der Strukturen zum Aufbau der Reichsmarine bereits neue Aktivitäten. In Absprache mit der Marineleitung verkauften die Kieler Germaniawerft und die Hamburger Vulkan-Werft schon im Jahr 1920 neben Plänen für Minen-U-Boote auch Bauzeichnungen des U-Kreuzers U 142 an Japan. Dort wurden in der Folge mithilfe von deutschen Ingenieuren U-Kreuzer gebaut. In der Bauphase zwischen 1925 und 1928 waren neben zivilen Mitarbeitern, beispielsweise dem Chefkonstrukteur der Germaniawerft, auch ein Seeoffiziere vor Ort mit in den Aufbau der japanischen U-Kreuzerflotte mit eingebunden.
Japan baute bis zum Ende des Zweiten Weltkriegs wegen der größeren Reichweite und großer Zuladung weitere U-Kreuzer (I-15-Klasse, I-400-Klasse, AM-Klasse). Diese Boote sollten u. a. die Verbindung mit dem Deutschen Reich aufrechterhalten (Yanagi-Mission).

## Vor- und Nachteile der U-Kreuzer
Der Vorteil der Geschützbewaffnung gegenüber den neuen Torpedos war neben der Reichweite die Zielgenauigkeit gegenüber Schiffszielen mit hoher Fahrt. Die Handhabung der Waffe war prinzipiell von den Überwassereinheiten bekannt und geübt. Die kostengünstigeren Granaten benötigten wesentlich weniger Platz als die komplexeren und fehleranfälligeren Torpedos.
Die komplexe Konstruktion eines Geschützturmes, insbesondere die Durchbrechung des Druckkörpers für die Barbette, wirkte sich nachteilig auf die strukturelle Beständigkeit dieser Boote aus. Ferner wurden die Geschwindigkeit unter Wasser und die Tauchgeschwindigkeit der U-Boote verschlechtert, da die Formgebungen der Geschützaufbauten nicht den hydrodynamischen Erfordernissen entsprachen. Die Bedienungselemente der Geschütze waren zum Teil dem Seegang ausgesetzt. Waren Türme vorhanden, erfolgte der Abschuss zum Schutz des Bootes meistens im halbgetauchten Zustand.
Ein weiterer Nachteil war, dass die U-Kreuzer im Regelfall keine komplexeren Feuerleiteinrichtungen besaßen, so wie es etwa bei regulären und größeren Überwasserkriegsschiffen der Fall war, was die Zielerfassung entsprechend erschwerte. Hinzu kam, dass die Geschütze, die direkt auf dem Oberdeck der niedrigen U-Boote beziehungsweise auf Höhe des Oberdecks installiert waren, sich nur wenige Meter über der Wasseroberfläche befanden. Dieses vergleichsweise niedrige Aufstellungsniveau reduzierte nicht nur die Sichtweite der Bedienmannschaften, sondern auch die effektive Reichweite der Geschütze insgesamt.

## U-Kreuzer in verschiedenen Marinen

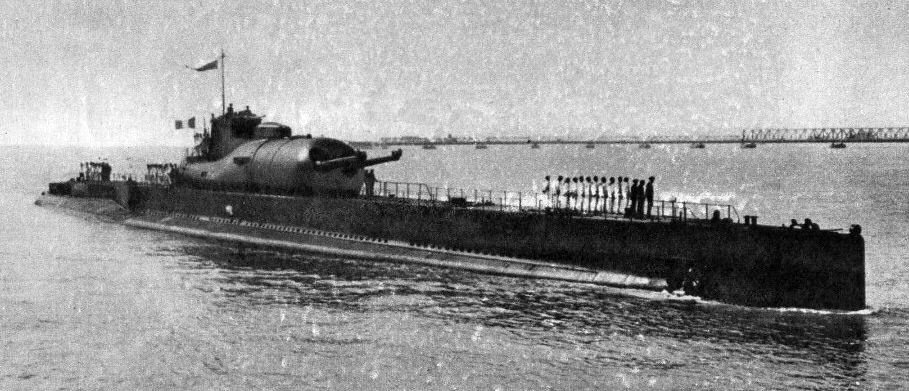
Die Surcouf, einziger U-Kreuzer der französischen Marine
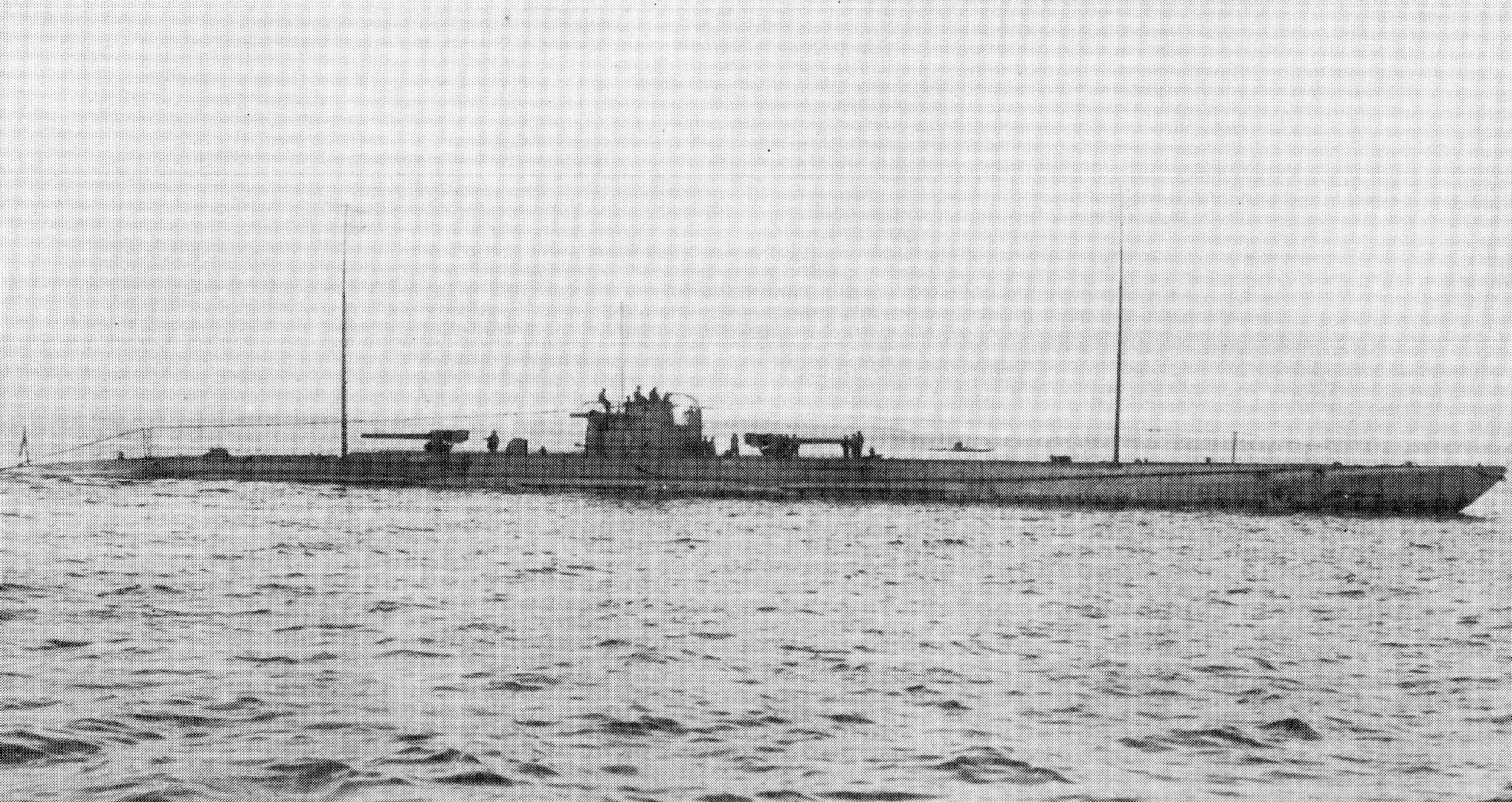
U 139, Kaiserliche Marine
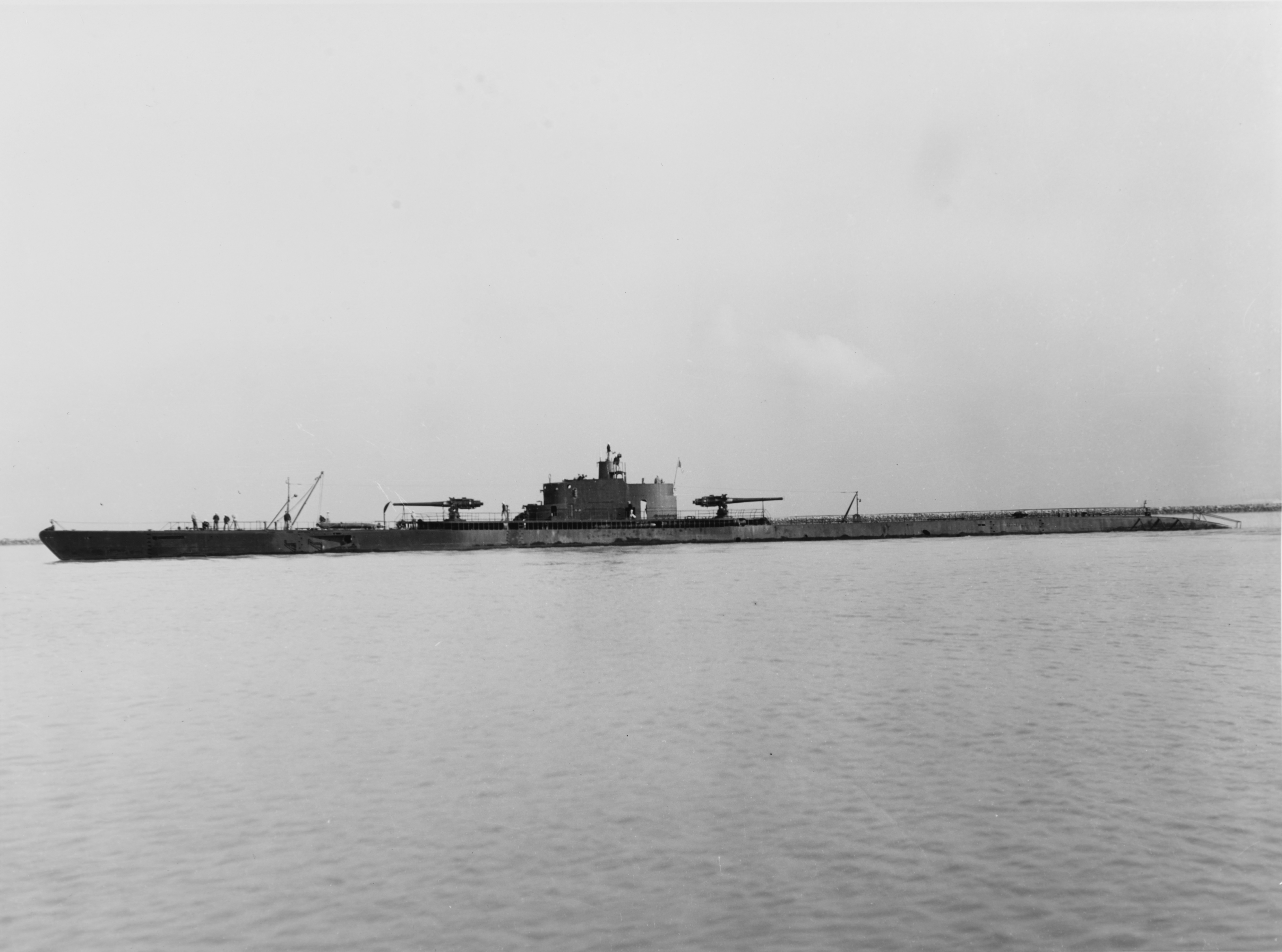
V6 (USS Nautilus, SS-168) der United States Navy

- Die französische Surcouf mit zwei 203-mm-Geschützen im Geschützturm sowie Bordflugzeug[11]
- Die britischen Boote der K-Klasse mit drei Geschützen zu 102 mm bzw. 76 mm im Brückenaufbau[2]
- Die britischen Boote der M-Klasse mit einem 305-mm-Geschütz und einer Flak[3]
- Die britische X1, ein Einzelschiff, das mit vier 13,2-cm-Geschützen in zwei Geschütztürmen ausgerüstet war.
- Das britische M1 mit einem 305-mm-Geschütz. Das einzelne Geschütz konnte ferngesteuert aus Sehrohrtiefe abgefeuert werden, zum regulären Abfeuern und Nachladen musste aufgetaucht werden. M2 und M3 waren Schwesterboote und wurden zum Mutterschiff für Wasserflugzeuge und zum Minenleger umgerüstet (M-Klasse)[3]
- Die japanischen I-400-Flugzeugträger mit bis zu drei Bombenflugzeugen (in 45 Minuten zu starten).
- Das aus dem Handels-U-Boot Deutschland umgebaute und von der Kaiserlichen Marine übernommene SM U 155.[5]
- Die von vornherein als U-Kreuzer konstruierten und gebauten Boote der Serie U 139 – U 141 (Projekt 46) und die noch größeren Boote U 142 – U 144 (Projekt 46a) der Kaiserlichen Marine.[6]
- Das durch Dampfturbinen angetriebene UD 1 (Projekt 50) der Kaiserlichen Marine, welches allerdings nicht mehr auf Stapel gelegt wurde.
- Die sowjetische K-Klasse.
- Diverse amerikanische Boote zwischen den Kriegen, mit regulärer Bauart und schwerer Rohrbewaffnung auf offenem Deck, insbesondere die „V-Boote“ V1 (USS Barracuda) bis V6 (USS Nautilus)

## Weitere große U-Boot-Typen
Die amerikanischen und deutschen Hochseeboote des Zweiten Weltkrieges waren zwar größer als reguläre Küstenboote, allerdings regulär bewaffnet. Die deutschen U-Boote der Klasse XIV („Milchkühe“) dienten der Versorgung der Hochseeboote. Die Boote werden trotz ihrer höheren Verdrängung nicht zu den U-Kreuzern gezählt. Die großen Boote des Typ X mit 1.695 t bauten auf dem sogenannten U-Minenkreuzer des Ersten Weltkrieges auf. Sie waren aber nur mit schwacher Artillerie ausgerüstet und nicht als U-Kreuzer geeignet, genauso die großen „Wunderboote“ der U-Boot-Klasse XXI, die über keine Kanonen mehr verfügten. Gleiches gilt für die italienischen U-Boote des Zweiten Weltkrieges, die ebenfalls verhältnismäßig groß waren. Die italienische Marineführung hatte ihre umfangreiche U-Bootflotte im Hinblick auf die erwartete Gegnerschaft zu Frankreich und Großbritannien auf die Störung von Handelswegen und Versorgungsrouten im Mittelmeer ausgelegt. Dafür erwiesen sich die italienischen U-Boot-Typen jedoch als zu groß und zu schwerfällig. Auch Frankreich hatte nach Ende des Ersten Weltkriegs den Aufbau einer umfangreichen U-Bootflotte in Alternative zu einer Überwasserflotte erwogen. Die angedachten 250–300 U-Boote, die auf einen Vorschlag aus dem Jahr 1920 zurückgingen, wurden zwar nicht gebaut, trotzdem stellte die französische Marine in der Zwischenkriegszeit eine relativ große Menge an U-Booten her, darunter einen U-Boot-Typ mit 1.500 t. Frankreich baute mit der Surcouf nur einen U-Kreuzer, indem die im Washingtoner Abkommen verabredeten Höchstmaße voll ausgereizt wurden.

## U-Kreuzer heute
Die seit der Zeit des Kalten Krieges entwickelten atomgetriebenen, mit ballistischen Raketen bewaffneten U-Boote werden zur Unterscheidung von konventionell oder atomar angetriebenen Jagd-U-Booten gelegentlich ebenfalls als U-Kreuzer bezeichnet.